# Demeter (esztergomi érsek)

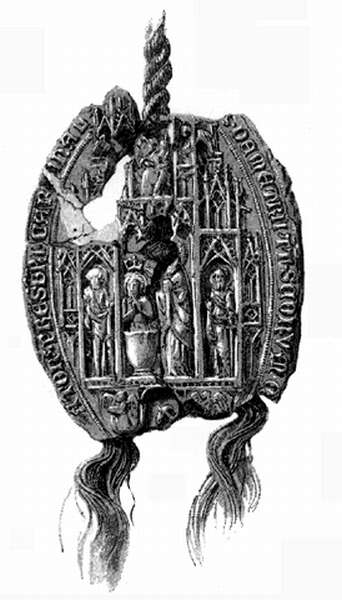
Demeter esztergomi érsek pecsétje

Demeter vagy Dömötör (? – Esztergom, 1387. február 20.) középkori főpap és politikus, bíboros, esztergomi érsek, szerémi, erdélyi és zágrábi püspök, illetve pecsétőr, kincstartó, végül kancellár volt.

## Pályafutása
Származásáról semmit sem tudunk; noha állítólag alacsony sorban született, Nagy Lajossal nevelkedett együtt. Helyenként Vaskútinak nevezik, más kutatók – tévesen – a Rátót nemzetség Kap(o)lai családjába helyezték. Nagy Lajos mellett futott be karriert: 1356-ban pecsétőr, 1359-ben pedig kincstartó volt. Ugyanebben az időben indult be egyházi pályafutása is: pécsi kanonokká nevezték ki. 1363. február 24-én egri prépost lett, V. Orbán pápa pedig szerémi püspökké nevezte ki 1364-ben káptalani megválasztása után, noha csupán szubdiakónus volt. Hivatalát 1365. április 1-jén foglalta el ténylegesen is. 1368. június 28-án a pápa utasítására áthelyezték az erdélyi püspökség élére, ahol is a krónikájáról ismert Küküllei János helyettesítette, mivel Demeter az udvarban maradt. Erdélyi püspöksége során a pálos rend számára Gyulafehérváron kolostort építtetett, Szenterzsébeten pedig restauráltatott egyet, amit szintén a pálosoknak adott. 1376. január 23-án XI. Gergely pápa a zágrábi püspökség élére helyezte, de ezúttal sem kellett távoznia az udvarból, ahol így kancellári hivatalt kapott, amit haláláig viselt.

## Érseksége
1378. augusztus 16-án VI. Orbán pápa esztergomi érsekké, október 18-án pedig bíborossá tette, címtemploma a Santi Quattro Coronati-bazilika lett. Kardinálisként nem látogatott Rómába, amit az tett lehetővé, hogy a pápa az Apostoli Szentszék magyarországi követévé nevezte ki. Egy időre ezután kiközösítették, mivel nem fizette be az Apostoli Kamarának járó illetményt, az annátákat.
Érseki minőségében 1382. szeptember 16-án ő temette el Nagy Lajost Székesfehérváron, majd másnap megkoronázta leányát, Mária királynőt. 1384-ben elkísérte Mária testvérét, Szent Hedviget Lengyelországba, hogy az elfoglalja a trónt, és összeházasodjon Jagelló litván nagyfejedelemmel. 1385. december 31-én Székesfehérváron Mária és édesanyja, Kotromanić Erzsébet jelenlétében megkoronázta II. (Kis) Károlyt is. Röviddel Luxemburgi Zsigmond koronázása előtt halt meg. Utódja az érseki székben Kanizsai János lett.